# Wojciech Królik
Wojciech Królik (27 luglio 1960) è un ex cestista e allenatore di pallacanestro polacco.

## Carriera
Con la Polonia ha disputato i Campionati europei del 1991.